# 凶屋猛鬼
《凶屋猛鬼》（義大利語：Inferno）是一部1980年的意大利超自然恐怖电影，由達利歐·阿基多编剧并执导，艾琳·米拉科、雷伊·麥克洛斯基、艾蓮娜·吉奧爾吉、達里亞·尼古洛蒂和艾麗達·華莉主演。影片讲述了一名年轻男子调查他姊妹失踪的故事，她曾住在纽约的一座公寓楼里，这座楼也是一位强大而古老的女巫的住所。摄影是羅馬諾·阿爾巴尼，基思·埃默森创作了电影的音乐。
作为《阴风阵阵》（1977）的主题续集，该片是阿基多的《三位母亲》三部曲的第二部，尽管它是三部曲中首部探讨三位母亲概念的影片。这一系列的最终篇章，《木乃伊博物館》，直到2007年才上映。这三部电影都在一定程度上源自托馬斯·德·昆西于1845年创作的散文詩集《Suspiria de Profundis》，他在其中提出了三位“悲伤女士”（眼淚之母、嘆息之母和黑暗之母）的概念，与希腊神话中的三位命运女神和三位美惠女神相对应。
与《阴风阵阵》不同，《凶屋猛鬼》只有极为有限的上映，因此未能达到其前作在票房上的成功。尽管最初的评论大多为负面，但随着时间的推移，它的声誉逐渐提高。金·紐曼曾称其为“或许是20世纪80年代最被低估的恐怖电影之一”。在2005年，《Total Film》杂志将《凶屋猛鬼》列为有史以来50部最伟大的恐怖电影之一。

## 剧情
罗斯·艾略特是位独居在纽约上西城的诗人，从一位古董商那里购得一本名为《三位母亲》的书。这本书是由一位名叫瓦雷利的炼金术士撰写的，讲述了三位邪恶的姐妹，她们以悲伤、眼泪和黑暗统治着世界，并居住在炼金术士为她们建造的各自的住所：叹息之母住在弗赖堡，眼泪之母住在罗马，黑暗之母住在纽约。罗斯怀疑她住在黑暗之母的住所中，写信给她在罗马的音乐学生兄弟马克，敦促他来访。在书中提供的线索的帮助下，罗斯在地下室搜寻，发现地板上有一个通往充满水的舞厅的洞。她不小心掉了钥匙，进入水中寻找。她取回钥匙并开始游回水面时，几具腐烂的尸体从深处浮现，吓坏了她。罗斯设法游出并逃走。返回大堂的公寓时，她听到两个人在低声谈论“罗斯四处窥探”以及他们必须为某个未知的人“隐藏一切”。然后，木梁在住所中的某处开始倒塌，场景神秘地淡出，随后切到罗马。
在罗马，马克在课堂上读罗斯的信，但被一位拿着毛茸茸猫的美丽女学生的热切目光分心。她在课程结束时突然离开，马克跟随她，把信落在了桌子上。他的朋友莎拉拾起了信，后来读了它，对信件的内容感到震惊，于是打车前往图书馆，找到了《三位母亲》的一本副本。找出口时，莎拉在图书馆地下室迷失方向，发现了一个满是沸腾坩埚的房间。她在那里被一个怪物袭击，怪物认出了这本书。她将书扔到地上逃走。
回到家，她给马克打电话，要他过来，并请邻居卡洛陪她。灯灭了，莎拉和卡洛都被一名戴手套的杀手刺死。马克发现尸体和罗斯信的两个碎片后，警察到达，他走出莎拉的公寓，看到一辆缓慢驶过的出租车。车辆后座坐着那位音乐学生，专注地看着他。马克给罗斯打电话，承诺会去，但电话被中断。罗斯看到两个影子般的人物准备进入她的公寓。她通过后门离开，但被跟踪。她跑进一个破旧的实验室，被一个有爪的袭击者抓住，并在一个破窗的玻璃上被断头。
马克抵达纽约，直接去了罗斯的住所，遇到了门房卡罗尔和一些居民，包括一个照顾年迈的阿诺德教授的护士，以及一个无法说话的坐轮椅的人。马克遇到了患病的伊莉丝·德·朗瓦勒·阿德勒女伯爵，她告诉他罗斯已经失踪。两人在罗斯房间外的地毯上发现了血迹后，马克跟随这些痕迹。他闻到一股奇怪的气味，感到不适，昏倒了。伊莉丝看到一个披着黑袍的人物拖走了马克，但这个人物突然停下来，追逐伊莉丝。这个人最终在一个有很多发狂的猫的房间找到她，刺死了她。马克摇摇晃晃地走到公寓楼的大堂，卡罗和护士让他上床。
第二天早上，马克问售给罗斯《三位母亲》的古董商卡扎尼安关于他妹妹的下落。然而，这个人除了告诉他晚上要看电视上播出的日食之外，没有提供任何信息。那天晚上，卡扎尼安在中央公園的一个池塘里淹死了几只猫，之后不慎掉进水中。从附近的下水道爬出数百只老鼠，啃噬着他的肉体。他抬头看到月食正在形成。一位热狗摊贩听到卡扎尼安呼救声，赶过去，但可能是在女巫的影响下，开始用刀杀死他，然后把他的尸体移动到下水道入口前。
住所中发生更多奇怪的死亡事件，卡罗和伊莉丝的管家约翰计划利用伊莉丝的死亡偷走她的贵重物品。卡罗震惊地在伊莉丝的公寓发现约翰的尸体，并掉落了一支点燃的蜡烛引发了一场火灾。试图扑灭火焰时，她被卷入燃烧的帷幕中，从窗户跌落身亡。
马克利用罗斯信中的最后线索发现每个楼层下都有一个秘密通道。他顺着隐藏的通道来到一套房间，在那里他发现了阿诺德教授，通过电子语音生成器透露自己实际上是瓦雷利。他试图用一支注射器杀死马克。在搏斗中，瓦雷利的脖子被勒住。马克解救了他，却被告知他仍然受到监视，随后瓦雷利死亡。马克跟随一个影子般的人物来到一个豪华的房间，那里他找到了瓦雷利的护士。她狂笑着向他透露她就是黑暗之母。她消失了，但通过镜子重新出现，成为死亡的化身。然而，火苗吞噬了住所的大部分，马克得以逃离女巫的巢穴。黑暗之母對马克的逃脫感到憤怒，尖叫起來，最后被掉下来的东西砸死。

### 脚注
1. ↑  Newman 1986，第219–220頁.
2. ↑  Graham, Jamie. . Total Film. 2005-10-10  [2012-08-05]. （原始内容存档于2011-05-19）.